# ОШ „Никола Тесла” Раковица
 ОШ „Никола Тесла” једна је од основних школа у општини Раковица. Налази се у улици Др Миливоја Петровића 6, а основана је 1935. године.

## Опште информације
Школа је основана 1935. године и првобитно је носила назив по патријарху Димитрију који је био 39. врховни поглавар Српске православне цркве, од 1920. до 1930. године. Године 1953. школа је названа по Николи Тесли, српском научнику.
Школу данас похађа више од 1300 ученика који су распоређени у више од 45 одељења. У оквиру школе налази се базен који користе сви ученици од првог до осмог разреда, као и кабинет за информатику и библиотека са 16.000 књига.